# Лисья гора
Лисья (Лысая) гора — гора в центральной части города Нижнего Тагила Свердловской области России. Расположена у Старой Гальянки, в Ленинском районе города. Главный узнаваемый символ города.

## Описание
Лисья гора расположена возле Тагильского пруда. На вершине горы находится сторожевая башня. Поблизости от горы находится Завод-музей истории горнозаводской техники (старинный металлургический завод, построенный в XVIII веке при Акинфии Демидове), дополняющий антураж, непосредственно у подножья горы установлен Памятник тагильским металлургам. Возле горы пересекаются две крупные улицы города: Береговая-Ударная и Челюскинцев. Гору видно из всех окрестных районов города.
Точной информации, почему Лисья гора получила своё название, нет. По одной из версий, ранее здесь в изобилии водились лисы, по другой — гора получила название от напоминающих лисьи хвосты дымов находящегося неподалёку демидовского металлургического завода. Другое название горы — Лысая — связано с тем, что она некогда была покрыта лесом, ныне совершенно исчезнувшим.
Лисья гора с башенкой на вершине — главный узнаваемый символ Нижнего Тагила. Как и в старину, Лисья гора является популярным местом для гуляний горожан и главным символом города. С горы открывается живописная панорама города. Лисья гора служит украшением центра Нижнего Тагила, придавая ему своеобразный вид и антураж.
В настоящее время в Лисьегорской башне работает музей. Лисья гора со сторожевой башней входит в нижнетагильское музейное объединение музея-заповедника «Горнозаводской Урал»; Лисьегорская сторожевая башня имеет статус памятника архитектуры и является объектом культурного наследия Урала и России.

## История
С момента образования заводского поселения Лисья гора выполняла рекреационную функцию, благодаря своему расположению. Также жителей к горе привлекал рынок, находившийся у её подножия.
Ещё в XVIII веке на Лисьей горе располагалась деревянная изба. В 1818 году она была перестроена по проекту архитектора Александра Петровича Чеботарёва и стала каменной. Позднее башня ещё трижды модернизировалась.
Цель, с которой соорудили башню на Лисьей горе, до сих пор точно не известна. В соответствии с наиболее распространённой версией, поскольку с горы просматривался весь рабочий посёлок, а вокруг железоделательного производства регулярно жгли угли, то на ней был организован дозор для наблюдения за пожарами. На втором этаже башни была оборудована круговая площадка для наблюдений; после того, как огонь был замечен, звучал набат, и вывешивались красные сигналы, число которых соответствовало сектору, где возник пожар.
В середине 1830-х годов башня служила обсерваторией, в том числе для наблюдений за кометой Галлея. Адъютант-полковник Семён Юрьевич, сопровождавший будущего императора Александра II в поездке по стране, в своём письме жене в Саратов пишет:
Высокая гора с обсерваторией, вся в ярком огне бесчисленного множества плошек, поразила глаза наши, уже привыкшие к блеску сего рода; все это отражалось в водах большого резервуара горных вод, и иллюминированный ботик посреди этих вод с хором музыкантов и певчих, игравших давно не доходивший до слуха нашего русский гимн Львова, довершал очарование наше. Великий князь с истинным удовольствием любовался одним и слушал другое. Ему усладительна была музыка сия...
Также существует версия о том, что крупный промышленник Урала, владелец тагильских заводов Николай Никитич Демидов построил башню в память о своей супруге Елизавете Александровне Строгановой, скончавшейся в 1818 году. По архитектуре нижнетагильская башня очень похожа на венчающую ротонду дворца Во-ле-Виконт, которая стала одним из счастливых воспоминаний их совместной жизни.
13 октября 1943 года башня была признана памятником архитектуры и взята под охрану. Городские власти получили указание регулярно производить ремонт здания.
В годы советской власти башня служила и пунктом метеонаблюдений, и общественной обсерваторией, а в 1956 году на ней был оборудован телевизионный ретранслятор.
В 2010 году у подножия Лисьей горы был воздвигнут Памятник металлургам Нижнего Тагила. Позже там был оборудован автомобильный въезд с парковкой, сделаны тротуары и лавочки.
В 2015 году Лисьегорская сторожевая башня подверглась реконструкции: вокруг башни вымостили брусчаткой смотровую площадку, при входе соорудили портик, возвели новый купол из меди, а на шпиле был установлен флюгер в виде фигуры архангела Михаила. Внутри здания башни расположился филиал нижнетагильского музейного объединения «Горнозаводской Урал». От памятника и парковки до Лисьегорской башни вверх по склону идёт вымощенная брусчаткой каменная лестница с несколькими промежуточными площадками.
В настоящее время башня является главным символом Нижнего Тагила и местом массовых гуляний жителей и гостей города.

## Галерея

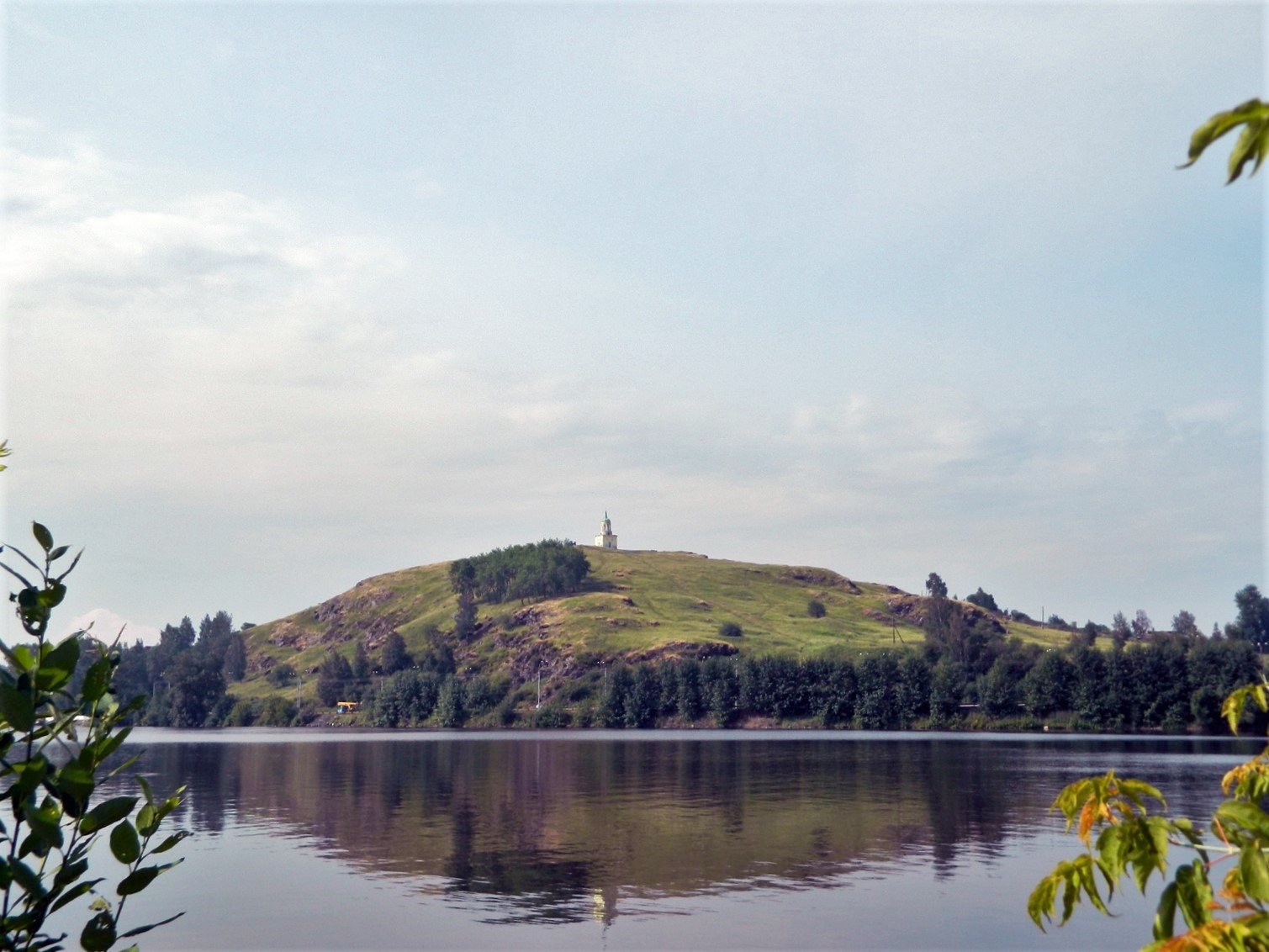
Вид со стороны парка имени Бондина
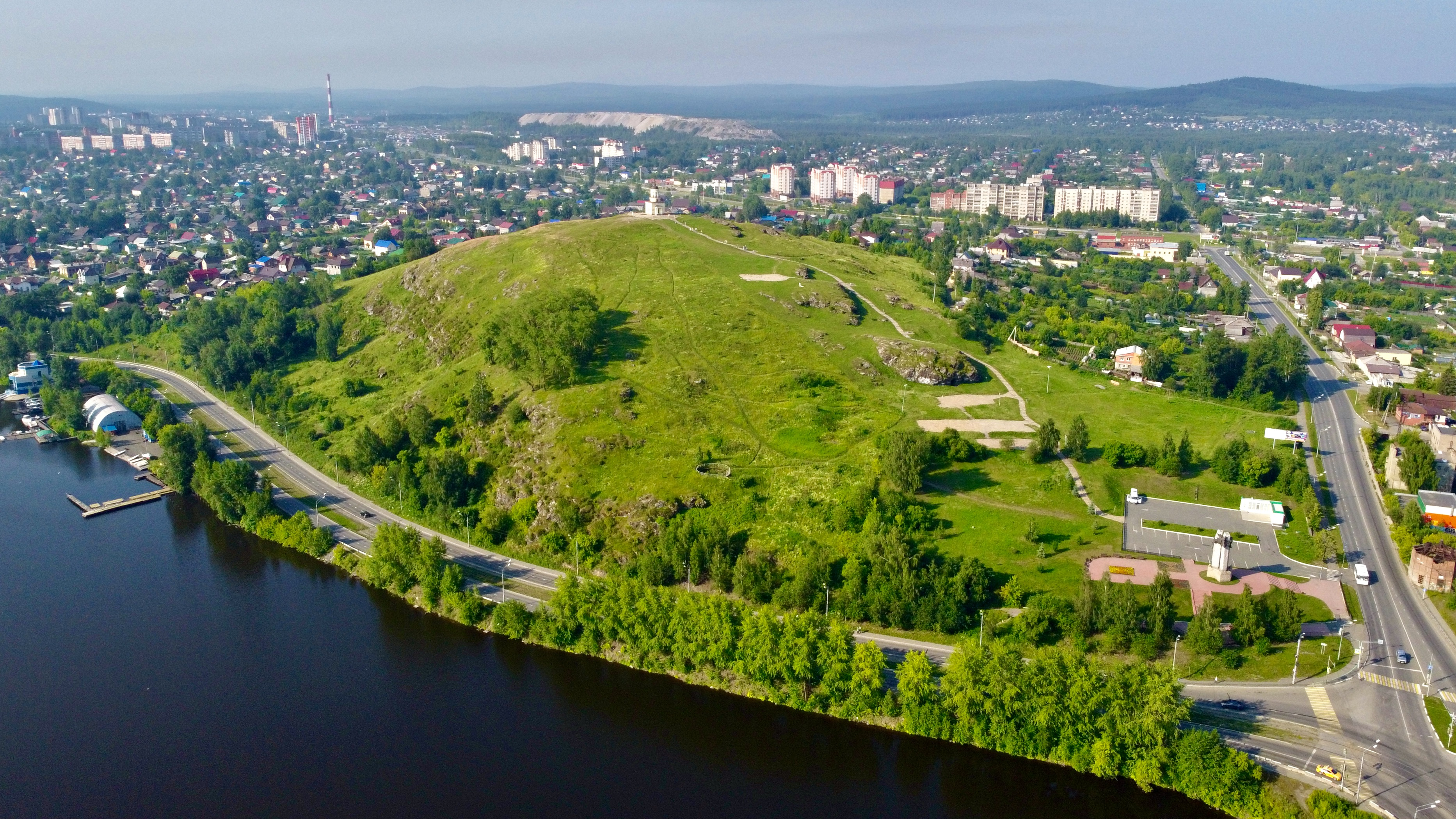
Вид со стороны пруда
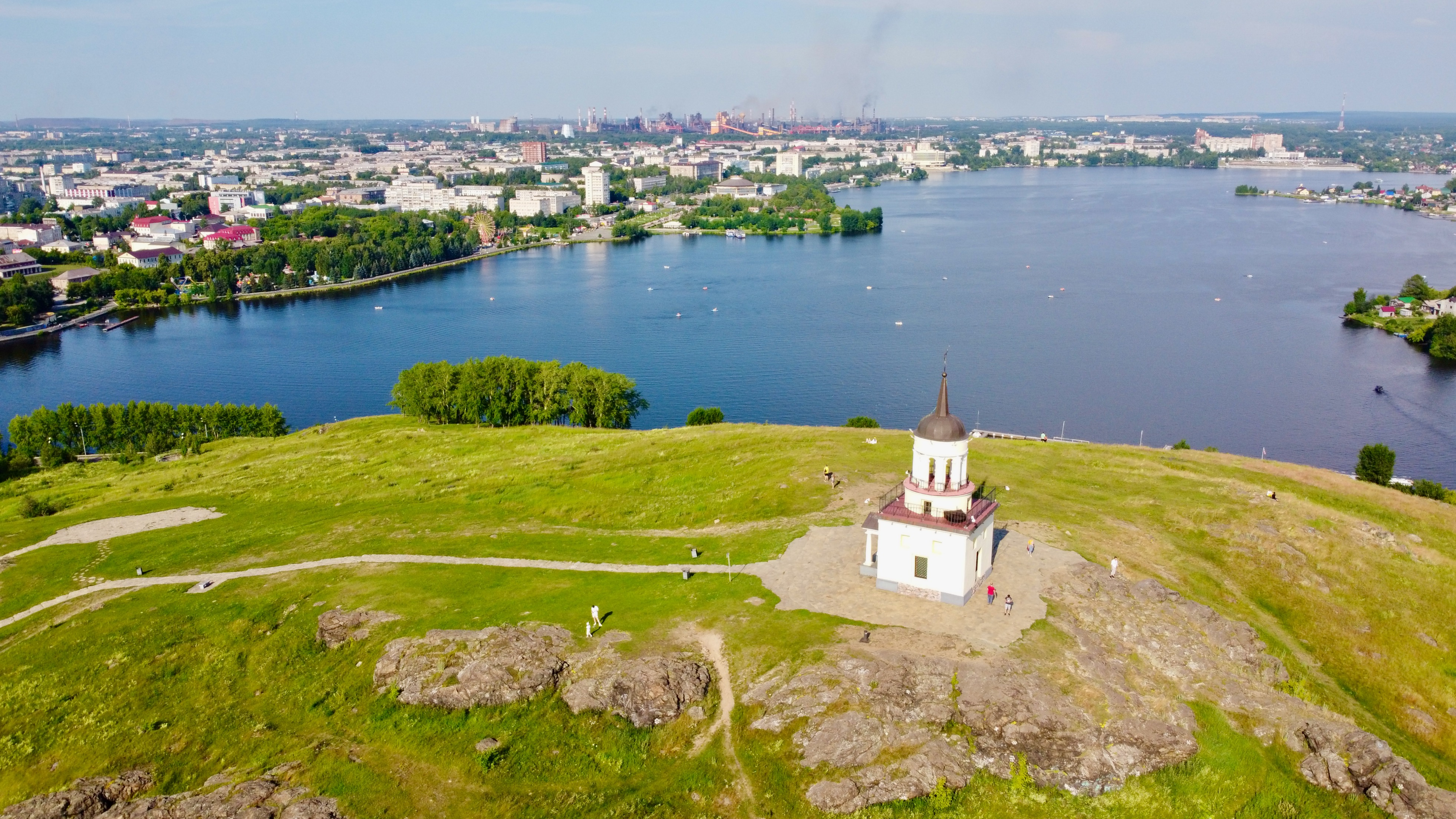
Вид с высоты
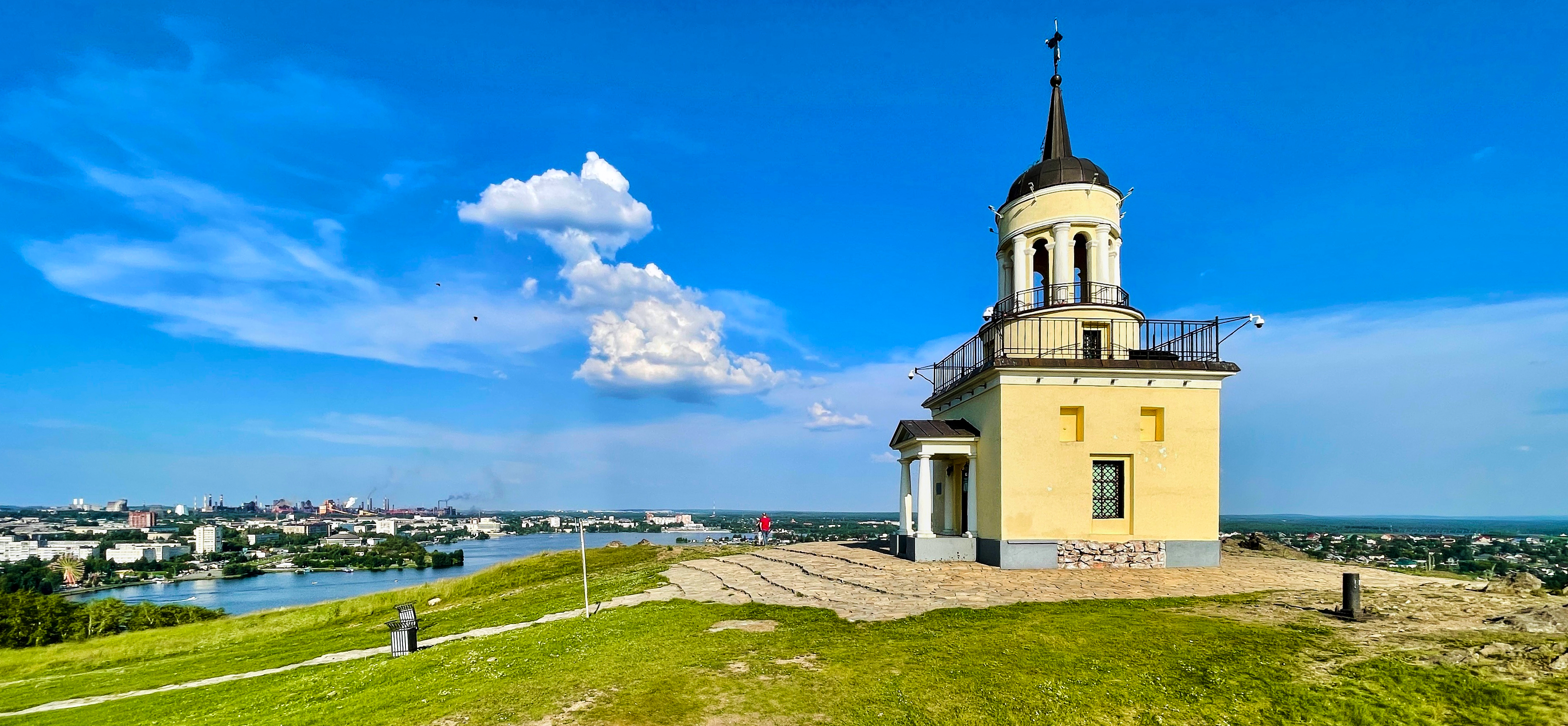
Сторожевая башня в 2022 году
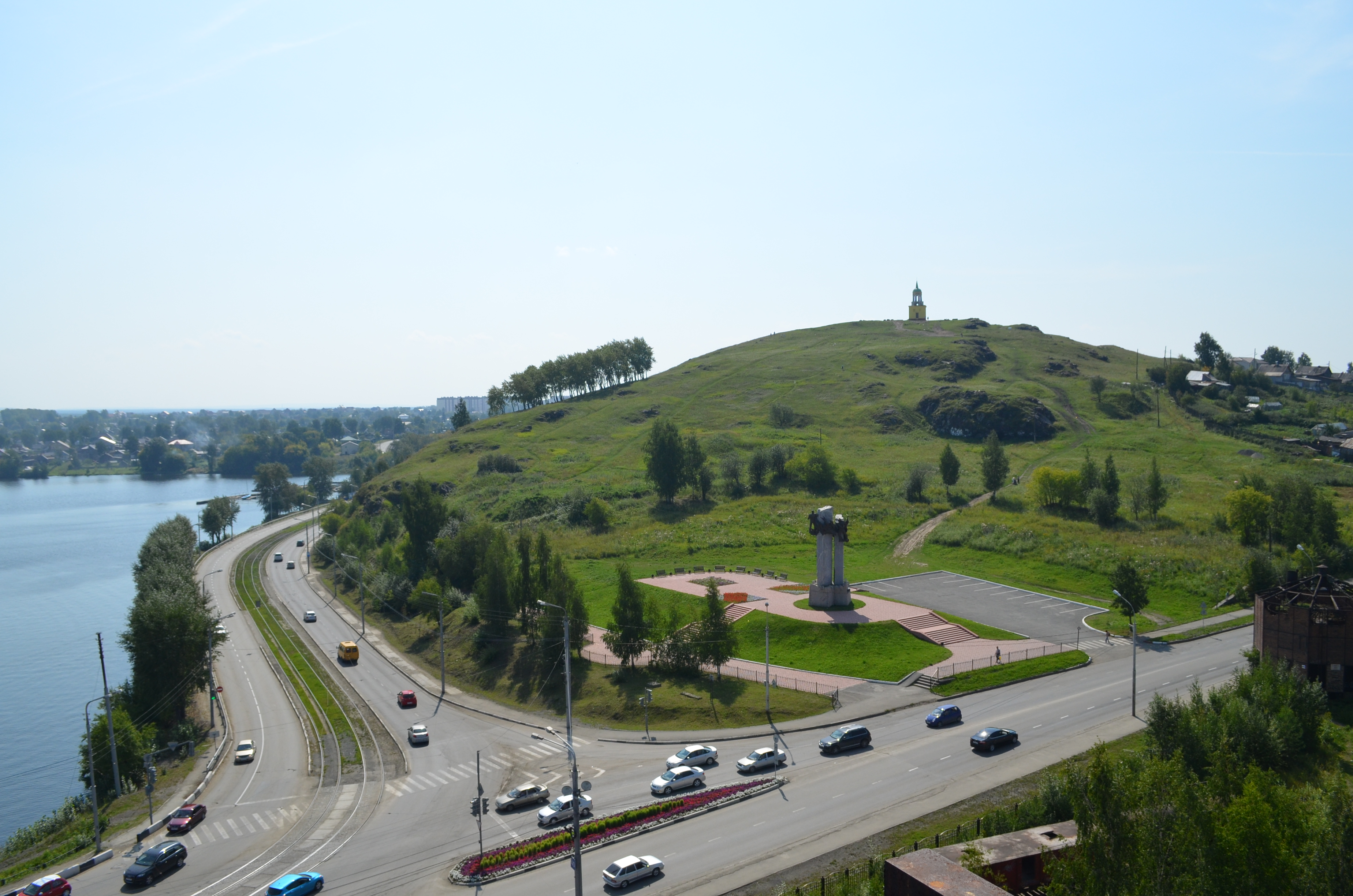
Вид с домны завода-музея
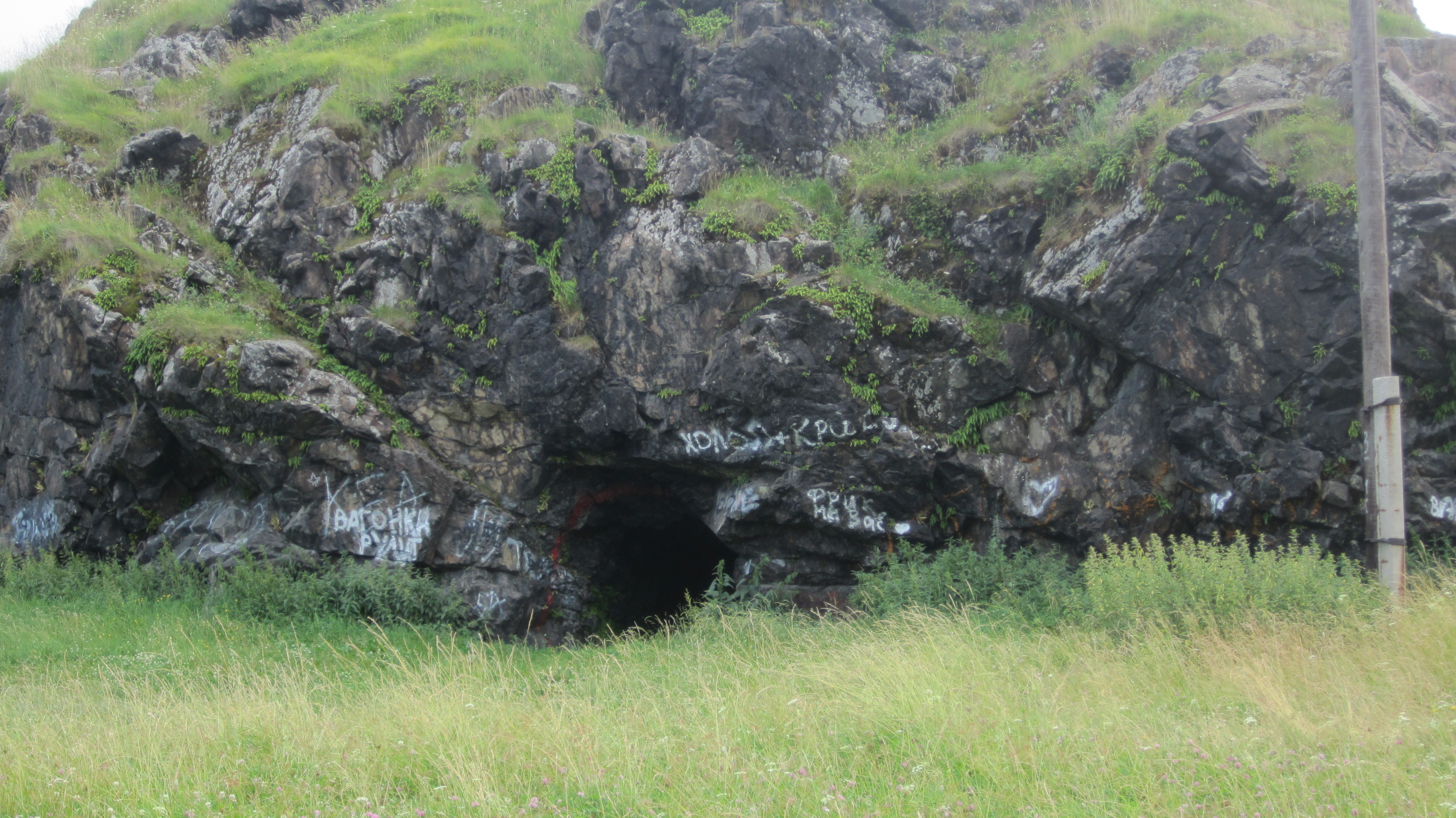
Грот в скалах на склоне горы
Памятник металлургам у подножия горы
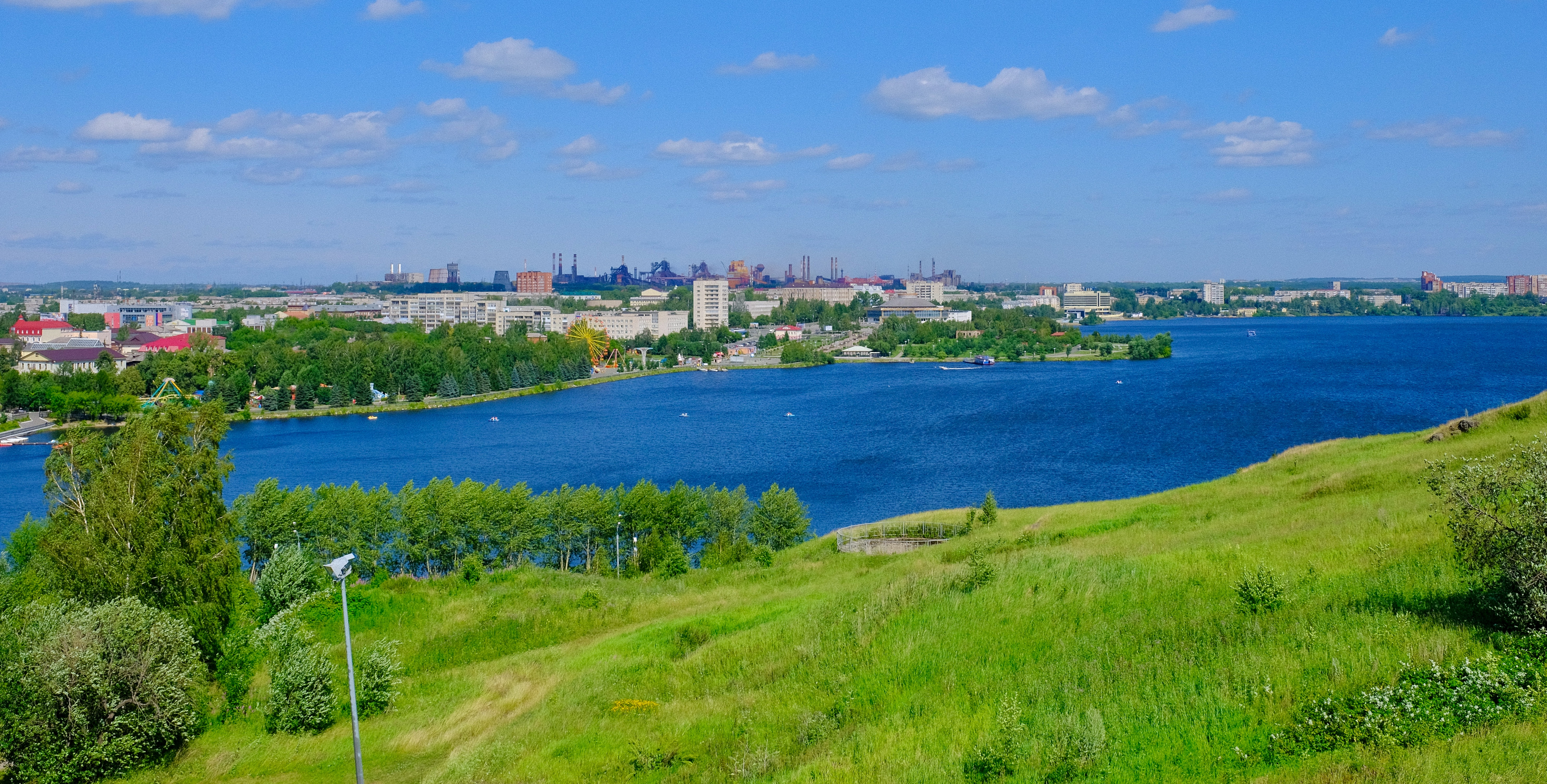
Вид со склона горы на город и пруд
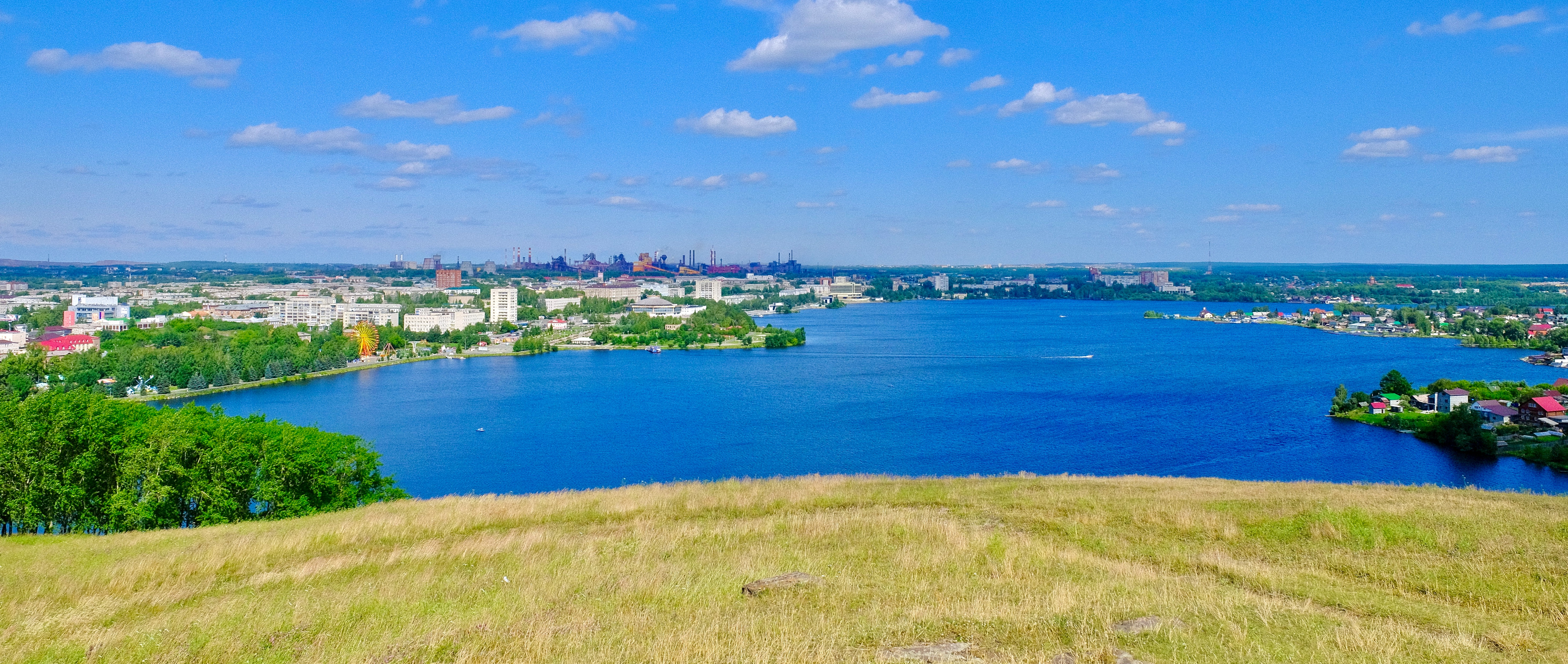
Вид с вершины горы на город и пруд

## В литературе
Лисья гора упоминается в романе «Опосредованно» российского писателя Алексея Сальникова.